# João Carlos Pires de Deus
João Carlos Pires de Deus (Setúbal, 6 de novembro de 1976), mais conhecido como João de Deus, é um treinador e ex-futebolista português que atuava como zagueiro e lateral-esquerdo. Atualmente, é treinador adjunto do Fenerbahçe.
Seu trabalho de maior destaque foi como treinador da Seleção de Cabo Verde, de 2008 a 2010.

## Carreira

### Como Futebolista
Natural de Setúbal, começou a dar os primeiros chutes no clube "Os Pelezinhos", que se dedica à formação de jovens. Profissionalizou-se no Vitória de Setúbal, e depois jogou por Barreirense, Lusitano de Évora, Estoril, Seixal e Desportivo de Beja.

### Como Técnico e Assistente
Quando se aposentou como jogador, começou a trabalhou como preparador físico antes de virar treinador. Comandou a Seleção de Cabo Verde, o Ceuta, da Espanha, e foi preparador físico do GD Interclube, de Angola, antes de retornar a Portugal.
Em seu país, comandou clubes menores, como o Gil Vicente, Nacional da Ilha da Madeira, Oliveirense e o Farense.
Quando estava na equipe B do Sporting, fortaleceu os laços com Jorge Jesus, e após uma passagem rápida como treinador pelo Ermis Aradippou do Chipre, passou a ser seu auxiliar-técnico.